# Saron (geslacht)
Saron is een geslacht van kreeftachtigen uit de klasse van de Malacostraca (hogere kreeftachtigen).

## Soorten
- Saron inermis Hayashi in Debelius, 1983
- Saron marmoratus (Olivier, 1811)
- Saron neglectus de Man, 1902
- Saron rectirostris Hayashi, 1984